# Estación Hospital (SITVA)
La Estación Hospital es la octava estación del Metro de Medellín de norte a sur y es una estación de transferencia a la línea 1 del Metroplús. 
Se encuentra en la parte centro oriental del municipio de Medellín y cerca de varios complejos hospitalarios, por lo cual deriva su nombre, especialmente el Hospital Universitario San Vicente de Paúl y la IPS Universitaria Clínica León XIII.

## Descripción
La estación se encuentra sobre el cruce de Bolívar con Barranquilla y tiene un puente peatonal que llega a la entrada del Hospital Universitario San Vicente de Paúl y la IPS Universitaria Clínica León XIII. Al nororiente de la Estación se encuentra el Museo Cementerio San Pedro. La estación está integrada con la estación del Metroplús también llamada Hospital, se accede por escaleras o un ascensor especial para discapacitados. Es la estación de interconexión integrada más grande en Medellín.

## Diagrama de la estación Metro
| NIVEL 2 |                                                       |                  |                  |
|         | Plataforma lateral, las puertas se abren a la derecha |                  |                  |
| Norte   | ← hacia Estación Universidad (Estación Niquía)        | Sur              |                  |
| Norte   | → hacia Estación Prado (Estación La Estrella)         | Sur              |                  |
|         | Plataforma lateral, las puertas se abren a la derecha |                  |                  |
|         |                                                       |                  |                  |
|         |                                                       | Entrepiso        | Salida / Entrada |
| SUELO   | Salida / Entrada                                      | Salida / Entrada |                  |
|         |                                                       |                  |                  |

## Diagrama de la estación Metroplús
| SUELO         | |               |
| Sur Occidente | ← hacia Estación Prado (Estación Universidad de Medellín) ← hacia Estación Ruta N U de A (Estación Universidad de Medellín) | Norte Oriente |
|               | Salida / Entrada Plataforma central, las puertas se abren a la derecha y a la izquierda                                     |               |
| Occidente     | → hacia Estación Palos Verdes (Estación Parque de Aranjuez) → hacia Estación Palos Verdes (Estación Parque de Aranjuez)     | Oriente       |
|               | |               |

## Horarios

### Línea A
| Horarios de estación                  | Lunes a viernes | Sábado | Domingo y festivos |
| ------------------------------------- | --------------- | ------ | ------------------ |
| Primer tren con dirección Niquía      | 04:31           | 04:31  | 05:02              |
| Primer tren con dirección La Estrella | 04:31           | 04:31  | 05:02              |
| Último tren con dirección Niquía      | 23:08           | 23:08  | 22:25              |
| Último tren con dirección La Estrella | 22:56           | 22:56  | 22:15              |

### Línea 1
| Horarios de estación                     | Lunes a viernes | Sábado | Domingo y festivos |
| ---------------------------------------- | --------------- | ------ | ------------------ |
| Primer bus con dirección U. de M.        | 04:36           | 04:36  | 05:16              |
| Primer bus con dirección Parque Aranjuez | 04:38           | 04:38  | 05.13              |
| Último bus con dirección U. de M.        | 23:00           | 23:00  | 22:13              |
| Último bus con dirección Parque Aranjuez | 23:16           | 23:16  | 22:26              |

## Rutas integradas
| RUTA    | NOMBRE                                    | DESTINO                                                |
| ------- | ----------------------------------------- | ------------------------------------------------------ |
| 254i    | Picachito - Terminal del Norte - Hospital | Br. Picachito - Terminal del Norte - Estación Hospital |
| C6-002  | Versalles - Hospital                      | Br. Versalles - Estación Hospital                      |
| C6-002A | Versalles - Punto Cero                    | Br. Versalles - Estación Hospital - Punto Cero         |
| C6-003  | Campo Valdés - Hospital                   | Br. Campo Valdés - Estación Hospital                   |
| C6-016  | Nuevo Horizonte - Hospital                | Br. Nuevo Horizonte - Hospital                         |

## Zonas de interés
- Clínica León XIII
- Hospital Infantil
- Hospital Universitario San Vicente Fundación
- Museo Cementerio San Pedro
- Preuniversitario Formarte